# David Achucarro
 David Eduardo Achucarro Trinidad (5 de enero de 1991, Buenos Aires) es un futbolista argentino. Juega como defensa en Talleres (RdE) de la Primera Nacional, segunda división del fútbol de Argentina.

## Trayectoria

### Boca Juniors
Integró las divisiones inferiores desde los 12 años, desenvolviéndose en todas las categorías hasta su llegada al plantel de primera división. En el año 2008 fue elegido el mejor futbolista de las divisiones inferiores del club. Debuta en primera el 15 de noviembre de 2009, cuando su club empató 1-1 con Arsenal de Sarandí en condición de visitante. Integra la dupla central con otro debutante, Gastón Sauro. En lo que restaba del torneo no volvió a disputar minutos, pero en el Clausura disputa otro partido como titular. En total disputó dos partidos en los que no convirtió goles y recibió 1 tarjeta amarilla en todo el Campeonato de Primera División 2009-10. A principios de 2010, se rumoreó de su partida del conjunto xeneize a un equipo europeo, pero esto se malogro por el deseo de triunfar con la camiseta azul y oro.
De cara al Campeonato de Primera División 2010-11 continuó en el club pero muy relegado en las consideraciones. Llegó a ser convocado al banco de suplentes en tres ocasiones pero no llegó a disputar ni un solo minuto. Se desempeñó principalmente en la Resrva y disputó la Copa Libertadores Sub-20 llegando a la final y perdiéndola contra Universitario de Deportes.
En la siguiente temporada continúa en el equipo pero no llega a disputar ningún minuto en el Campeonato de Primera División 2011-12, pero a diferencia de la temporada anterior, disputa un partido al ingresar a los 39 del segundo tiempo en la Copa Argentina 2011-12 que terminaría ganado el Xeneize.

### Douglas Haig
Llega cedido a préstamo sin cargo ni opción de compra al club de Pergamino para disputar la Primera B Nacional y conseguir rodaje pensando en un retorno al Xeneize. En Douglas Haig sería dirigido por Mostaza Merlo y arrancaría como titular del equipo en el partido contra Ferro por la sexta fecha del campeonato, completando los 90 minutos. Convertiría su primer gol como profesional contra Crucero del Norte en un partido clave por la permanencia en primera en el que dicho gol le dio la victoria al equipo de Achucarro. En total llegó a disputar 28 partidos con un gol 7 amarillas y 2 expulsiones distribuidos en 2499 minutos jugados.

### Godoy Cruz
David arribó a Godoy Cruz a préstamo por una año sin cargo ni opción para cubrir el puesto de lateral izquierdo que dejó vacante su excompañero en Boca Juniors, Emanuel Insúa. Debuta por la Copa Argentina contra Arsenal de Sarandí arrancando como titular y completando los 90 minutos. En el campeonato local debuta en la séptima fecha contra Colón de Santa Fe con la 14 en la espalda y arrancando como titular. En total llega a disputar 16 partidos en los que no convierte goles y recibe en total 4 tarjetas amarillas.

### Olimpo
Salió a préstamo sin cargo y sin opción en búsqueda de rodaje. Debuta por Copa Argentina como titular y completando los 90 minutos. Después de eso debuta en el torneo local al ingresar en el segundo tiempo de la séptima fecha. Nunca pudo afianzarse como un titular o un recambio, por lo que en total disputó 6 partidos en los que no convirtió ningún gol.

### Ferro Carril Oeste
Tras haber quedado libre en el año 2015 firma un contrato por un año en el Verdolaga para disputar el Campeonato de Primera B Nacional 2015, se suma a la pretemporada desde el inicio de la misma y se perfilaba en los amistosos como parte de la zaga central titular junto con Pablo Frontini. Tuvo su debut como titular y con la 6 en la espalda en la primera fecha contra Atlético Paraná siendo un partido muy flojo de la defensa en general. No obstante con el pasar de los partidos se va consolidando en la defensa y en la quinta fecha convierte su segundo gol como profesional y su primero en el equipo para conseguir la victoria contra Instituto de Córdoba por 1 a 0. Tras un campeonato aceptable el equipo se clasifica al reducido debiendo disputar las semifinales con Santamarina de Tandil, David disputa los dos partidos como titular siendo amonestado en el segundo y sin convertir goles en la eliminación de Ferro. En total disputó 37 partidos, su máxima en una temporada hasta el momento y convirtió 1 gol.

### Talleres (Cba)
Se incorpora por un año al club cordobés siendo que por delante de las consideraciones tenía a Juan Cruz Komar y a Wilfredo Olivera, es convocado por primera vez al banco en la Copa Argentina 2015-16 sin ingresar ni un minuto. Continúa siendo convocado al banco de suplentes hasta que en la octava fecha debuta en el equipo como titular compartiendo zaga con Olivera y relegando a Komar al banco de suplentes, aunque no convence al técnico y en la siguiente fecha es llevado al banco de nuevo en lugar de Carlos Quintana no pudiendo ingresar. Tras varias fechas en el banco es incluido en el equipo como Lateral por Izquierda cumpliendo y disputando varios partidos por la ausencia de Jonathan Bay siendo que retorna al banco cuando este vuelve a estar disponible y volviendo a jugar por las lesiones de este. Al finalizar el campeonato se consagran campeones invictos, logrando el ascenso a la Primera División Argentina. En total termina disputando 11 partidos en los que no convirtió goles.

### Temperley
Se confirma su llegada al club de zona sur, pero lamentablemente por una lesión muy grave no llega a disputar ni un solo partido ni a ser convocado al banco de suplente. 

### Nueva Chicago
Tras recuperarse de una grave lesión se confirma su llegada a Nueva Chicago por dos años para disputar el Campeonato de Primera B Nacional 2017-18. Debuta en la tercera fecha del campeonato debiendo salir reemplazado a los 39 minutos del primer tiempo por una lesión, este era su primer partido tras un año entero sin jugar. La lesión lo tendría apartado casi dos meses, siendo que volvió a jugar en la décima fecha como titular y completando los 90 minutos. Disputa en total 15 partidos en los que no convirtió goles.
De cara al Campeonato de Primera B Nacional 2018-19 y completamente recuperado, es parte fundamental del equipo haciéndose con la titularidad en la zaga central. Debuta en el campeonato en la primera fecha contra su ex equipo Club Ferro Carril Oeste como titular y completando los 90 minutos. Tras un buen campeonato se clasifican al reducido por el ascenso, debiendo disputar los cuartos de final contra Independiente Rivadavia, se pierde el primer partido pero en la vuelta juega como titular los 90 minutos del empate 2 a 2 que terminaría dejando eliminado a David. En total disputó 24 partidos en los que no convirtió goles.

### Cúcuta Deportivo
Se confirma su llegada al club Colombiano en lo que sería su primer experiencia en el extranjero, siendo que sólo restaba disputarse el Torneo Finalización 2019. Su debut lo tuvo en la primera fecha contra Águilas Doradas con la camiseta 20 y disputando los 90 minutos. En total llegaría a disputar 19 partidos faltando sólo a un partido.

### Deportes La Serena
Se confirma su llegada al papayero en lo que sería su primer experiencia en Chile para disputar la Primera División de Chile 2020. Debuta el 28 de enero contra Curicó Unido con la camiseta 3 y completando los 90 minutos. En total disputó 12 partidos.

### San Telmo
El defensor central se convirtió en el quinto refuerzo de San Telmo para su debut en la Primera Nacional, llegó a préstamo por un año. Disputó su primer partido el 17 de febrero por Copa Argentina contra Deportivo Laferrere al ingresar a los 34 minutos del segundo tiempo. Por el Campeonato de Primera Nacional 2021 debuta el 11 de abril contra Brown de Adrogué por la quinta fecha al ingresar a los 36 del segundo tiempo. Su primer partido como titular se da en la séptima fecha contra Villa Dalmine. En total disputaría 27 partidos en toda la temporada en los que no convirtió ningún gol.

### Nueva Chicago
Se confirma su llegada al club de Mataderos en lo que sería su segunda etapa para disputar el Campeonato de Primera Nacional 2022. Debuta como titular en la primera fecha contra Ferro disputando los 90 minutos y recibiendo una amonestación a los 25 minutos del segundo tiempo.

### Almagro
Tras culminar la temporada 2022, Achucarro finalizó su contrato con Nueva Chicago, quedándose con el pase en su poder. Finalmente arribó a un acuerdo con el Club Almagro, cerrando su incorporación para la temporada 2023.

### Talleres (RdE)
En el mes de enero de 2024, y tras finalizar su vínculo contractual con Almagro, acordó su incorporación a Talleres (RdE).

## Selección nacional

### Selección Argentina Sub-20
Walter Perazzo, entrenador del Sub-20 argentino, comunicó la primera lista de jugadores preseleccionados para los Juegos Panamericanos 2011 en Guadalajara entre los que se encontraba David y 3 compañeros más de Boca (Alan Aguirre, Sergio Araujo y Franco Fragapane), quedando a la espera de la confirmación. Finalmente se confirma la convocatoria de Achucarro debiendo disputar la zaga con los jugadores salidos de River Germán Pezzella y Leandro Gonzalez Pirez, también se definió que utilizaría la camiseta 13. Si bien inició en el banco sin ingresar, en el último partido del grupo contra Cuba ingresa en el segundo tiempo. Lo mismo sucede en la semifinal contra Uruguay, pero sus buenos desempeños lo convierten en titular de cara a la final que terminar perdiendo con México.

#### Detalle
| \| N.º \| Fecha \| Estadio \| Local \| Resultado \| Visitante \| Goles \| Asist. \| Competición \| \| ----- \| ---------- \| ------------------------------------- \| --------- \| --------- \| --------- \| ----- \| ------ \| ------------------------- \| \| 1 \| 23-10-2011 \| Estadio Omnilife, Guadalajara, México \| Cuba \| 0 - 1 \| Argentina \| 0 \| 0 \| Juegos Panamericanos 2011 \| \| 2 \| 26-10-2011 \| Estadio Omnilife, Guadalajara, México \| Argentina \| 1 - 0 \| Uruguay \| 0 \| 0 \| Juegos Panamericanos 2011 \| \| 3 \| 28-10-2011 \| Estadio Omnilife, Guadalajara, México \| Argentina \| 0 - 1 \| México \| 0 \| 0 \| Juegos Panamericanos 2011 \| \| Total \| \| Presencias \| 3 \| \| Goles \| 0 \| 0 \| \| |            |                                       |           |           |           |       |        |                           |
| N.º | Fecha      | Estadio                               | Local     | Resultado | Visitante | Goles | Asist. | Competición               |
| 1 | 23-10-2011 | Estadio Omnilife, Guadalajara, México | Cuba      | 0 - 1     | Argentina | 0     | 0      | Juegos Panamericanos 2011 |
| 2 | 26-10-2011 | Estadio Omnilife, Guadalajara, México | Argentina | 1 - 0     | Uruguay   | 0     | 0      | Juegos Panamericanos 2011 |
| 3 | 28-10-2011 | Estadio Omnilife, Guadalajara, México | Argentina | 0 - 1     | México    | 0     | 0      | Juegos Panamericanos 2011 |
| Total |            | Presencias                            | 3         |           | Goles     | 0     | 0      |                           |

## Estadísticas
Actualizado al 28 de octubre de 2024

| Club                        | Div.          | Temporada     | Liga  | Liga  | Copas | Copas | Copas | Copas | Total | Total | Media |
| Club                        | Div.          | Temporada     | Part. | Goles | Part. | Goles | Part. | Goles | Part. | Goles | Media |
| --------------------------- | ------------- | ------------- | ----- | ----- | ----- | ----- | ----- | ----- | ----- | ----- | ----- |
| Boca Juniors Argentina      | 1.ª           | 2009-10       | 2     | 0     | —     | —     | —     | —     | 2     | 0     | 0     |
| Boca Juniors Argentina      | 1.ª           | 2010-11       | —     | —     | —     | —     | —     | —     | 0     | 0     | 0     |
| Boca Juniors Argentina      | 1.ª           | 2011-12       | —     | —     | 1     | 0     | —     | —     | 0     | 0     | 0     |
| Boca Juniors Argentina      | Total         | Total         | 2     | 0     | 1     | 0     | 0     | 0     | 3     | 0     | 0     |
| Douglas Haig Argentina      | 2.ª           | 2012-13       | 27    | 1     | 1     | 0     | —     | —     | 28    | 1     | 0.14  |
| Douglas Haig Argentina      | Total         | Total         | 34    | 1     | 3     | 0     | 0     | 0     | 37    | 1     | 0.03  |
| Godoy Cruz Argentina        | 1.ª           | 2013-14       | 15    | 0     | 1     | 0     | —     | —     | 16    | 0     | 0     |
| Godoy Cruz Argentina        | Total         | Total         | 15    | 0     | 1     | 0     | 0     | 0     | 16    | 0     | 0     |
| Olimpo Argentina            | 1.ª           | 2014          | 5     | 0     | 1     | 0     | —     | —     | 6     | 0     | 0     |
| Olimpo Argentina            | Total         | Total         | 5     | 0     | 1     | 0     | 0     | 0     | 6     | 0     | 0     |
| Ferro Argentina             | 2.ª           | 2015          | 34    | 1     | 3     | 0     | —     | —     | 37    | 1     | 0.03  |
| Ferro Argentina             | Total         | Total         | 34    | 1     | 3     | 0     | 0     | 0     | 37    | 1     | 0.03  |
| Talleres (Cba) Argentina    | 2.ª           | 2016          | 11    | 0     | —     | —     | —     | —     | 11    | 0     | 0     |
| Talleres (Cba) Argentina    | Total         | Total         | 11    | 0     | 0     | 0     | 0     | 0     | 11    | 0     | 0     |
| Temperley Argentina         | 1.ª           | 2016-17       | —     | —     | —     | —     | —     | —     | 0     | 0     | 0     |
| Temperley Argentina         | Total         | Total         | 0     | 0     | 0     | 0     | 0     | 0     | 0     | 0     | 0     |
| Nueva Chicago Argentina     | 2.ª           | 2017-18       | 15    | 0     | —     | —     | —     | —     | 15    | 0     | 0     |
| Nueva Chicago Argentina     | 2.ª           | 2018-19       | 24    | 0     | —     | —     | —     | —     | 24    | 0     | 0     |
| Cúcuta Deportivo · Colombia | 1.ª           | 2019          | 19    | 0     | —     | —     | —     | —     | 19    | 0     | 0     |
| Cúcuta Deportivo · Colombia | Total         | Total         | 19    | 0     | 0     | 0     | 0     | 0     | 19    | 0     | 0     |
| Deportes La Serena · Chile  | 1.ª           | 2020          | 12    | 0     | —     | —     | —     | —     | 12    | 0     | 0     |
| Deportes La Serena · Chile  | Total         | Total         | 12    | 0     | 0     | 0     | 0     | 0     | 12    | 0     | 0     |
| San Telmo Argentina         | 2.ª           | 2021          | 24    | 0     | 3     | 0     | —     | —     | 27    | 0     | 0     |
| San Telmo Argentina         | Total         | Total         | 24    | 0     | 3     | 0     | 0     | 0     | 27    | 0     | 0     |
| Nueva Chicago Argentina     | 2.ª           | 2022          | 28    | 0     | —     | —     | —     | —     | 28    | 0     | 0     |
| Nueva Chicago Argentina     | Total         | Total         | 67    | 0     | 0     | 0     | 0     | 0     | 67    | 0     | 0     |
| Almagro Argentina           | 2.ª           | 2023          | 21    | 0     | 1     | 0     | —     | —     | 22    | 0     | 0     |
| Almagro Argentina           | Total         | Total         | 21    | 0     | 1     | 0     | 0     | 0     | 22    | 0     | 0     |
| Talleres (RdE) Argentina    | 2.ª           | 2024          | 16    | 0     | 1     | 0     | —     | —     | 17    | 0     | 0     |
| Talleres (RdE) Argentina    | Total         | Total         | 16    | 0     | 1     | 0     | 0     | 0     | 17    | 0     | 0     |
| Total carrera               | Total carrera | Total carrera | 252   | 2     | 12    | 0     | 0     | 0     | 264   | 2     | 0.01  |

## Palmarés

### Campeonatos nacionales
| Título             | Club           | País      | Año     |
| ------------------ | -------------- | --------- | ------- |
| Primera División   | Boca Juniors   | Argentina | 2011-A  |
| Copa Argentina     | Boca Juniors   | Argentina | 2011-12 |
| Primera B Nacional | Talleres (Cba) | Argentina | 2016    |